# Behind These Hazel Eyes
Singles de Kelly Clarkson
Since U Been Gone
(2004) Because of You
(2005)
Pistes de Breakaway
Since U Been Gone Because of You
Behind These Hazel Eyes est une chanson interprétée par la chanteuse américaine Kelly Clarkson, écrite par cette dernière en collaboration avec Dr Luke et Max Martin, et produite par ces derniers. Le titre est officiellement envoyé aux radios américaines comme troisième single du second opus de Clarkson, Breakaway, le 12 avril 2005. Étant l'une des chansons favorites de Kelly, son second album devait porter le nom de la chanson, proposition non retenue par son label qui opta pour Breakaway. "Behind These Hazel Eyes" est une chanson pop-rock au rythme assez rapide qui raconte la rupture de Clarkson avec son ex. 
Les critiques professionnelles accueillirent positivement le titre, notant qu'il s'agit d'un digne prédécesseur à "Since U Been Gone", tout en faisant les louanges de la performance vocale de Kelly tout au long de la chanson. "Behind These Hazel Eyes" rencontre un succès commercial non négligeable dans le monde entier, quoique plus remarqué aux États-Unis, se positionnant à la 6e position du Billboard Hot 100 et recevant éventuellement une certification disque de platine de la part de la Recording Industry Association of America. À l'international, le titre se classe dans le top 10 Néo-Zélandais, Autrichien, Néerlandais et Britannique.
La vidéo accompagnant la sortie single de "Behind These Hazel Eyes" est par produite par Danyi Deats, le scénario est quant à lui rédigé par Joseph Kahn ; Clarkson imagina la majeure partie de celui-ci. Le clip vidéo est joué pour la première fois sur MTV, et détient actuellement le record du clip d'une artiste féminine le plus longtemps resté classé au sommet du classement Total Request Live. "Behind These Hazel Eyes", devenant un des classiques de la chanteuse, est reprise lors de nombreuses tournées telles que Breakaway World Tour, My December Tour, All I Ever Wanted World Tour ou plus récemment Stronger Tour.

## Genèse

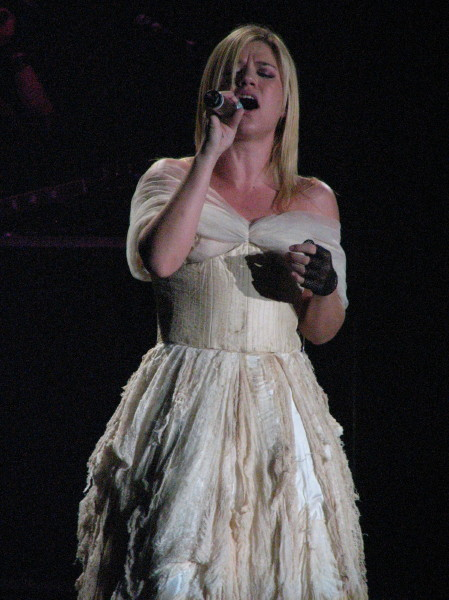
Kelly Clarkson, habillée d'une robe similaire à celle qu'elle porte dans le clip vidéo, interprétant "Behind These Hazel Eyes" lors de son Hazel Eyes Summer Tour, le 15 novembre 2005 à Canberra, en Australie.

"Behind These Hazel Eyes" est coécrite par Clarkson, Max Martin et Dr. Luke. En 2004, Clarkson part en Suède pour rencontrer les deux producteurs. Étonnamment, la chanson n'aurait pas apparu sur l'album Breakaway parce que Kelly Clarkson n'était pas satisfaite du contenu original du titre. Cependant, après une rupture amoureuse, elle voit un nouveau potentiel dans la chanson qu'elle avait rejetée. Une longue discussion avec Dr. Luke s'ensuit et la chanson est réécrite ; elle émerge avec un nouveau thème et des paroles plus sombres, représentant une partie très personnelle de la vie de l'artiste. Dans cette sombre chanson, Kelly se lamente sur sa relation avec un homme qui a brisé son cœur et qui ne se préoccupe pas des larmes qu'elle pleure, 'derrière ces yeux couleur noisette'. Les paroles sont basées sur une vraie histoire de la vie de Kelly, elles sont à propos du petit ami de Kelly Clarkson (David Hodges) qui l'a quittée pour se marier avec son ex-petite amie.

## Clip
Le clip de "Behind These Hazel Eyes", tout comme les paroles, est très sombre. Dans le clip, Kelly est vue habillé d'une robe de mariage et se préparant pour son mariage. Elle se sent mal à l'aise et elle est forcée à se confronter à une autre version d'elle-même dans une forêt sombre et gothique. Au commencement, elle se force à prétendre que tout va bien dans sa relation et s'enfuit, juste pour trébucher et tomber dans la boue. Kelly est déçue et a peur, mais elle se rend compte que l'autre version d'elle-même est là pour l'aider et pour lui montrer la vraie nature de sa relation. Elle doit laisser aller, et s'enfuir des mains de son futur époux.
Kelly retourne à son mariage, où son futur époux s'apprête à lui passer la bague au doigt. Elle le voit en train de faire un petit sourire à une femme assis sur le banc. C'est là que Kelly réalise qu'elle a été trompée et que ce mariage ne peut continuer. À l'horreur du futur époux, du prêtre et des invités, Kelly se met à crier et jette la bague à la figure de son futur mari. Elle quitte l'église, bien que plusieurs invités la force à rester. Elle court jusqu'à ce que les portes de l'église s’ouvrent. Elle est finalement libre.
Le clip est lourdement basé sur la vie de Kelly. Elle l'a complètement écrit elle-même. Il a été dirigé par Joseph Khan. Le clip de "Behind These Hazel Eyes" a rapidement eu une énorme quantité de fans en Amérique et les critiques ont été très favorables. 

## Crédits et personnels
| - Chant - Kelly Clarkson - Auteurs – Kelly Clarkson, Lukasz Gottwald, Max Martin | - Production – Dr. Luke, Max Martin |

- Crédits extraits du livret de l'album Breakaway, 19 Recordings, BMG, RCA Records, S Records[4].

### Positions dans les charts et certifications
| Classements hebdomadaires (2005-2006)   | Classements hebdomadaires (2005-2006) | Classements hebdomadaires (2005-2006) | Classements hebdomadaires (2005-2006) | Classements hebdomadaires (2005-2006) | Classements hebdomadaires (2005-2006) | Classements hebdomadaires (2005-2006) | Classements hebdomadaires (2005-2006) | Classements hebdomadaires (2005-2006) | Classements hebdomadaires (2005-2006) |
| Pays                                    | Position                              |                                       |                                       |                                       |                                       |                                       |                                       |                                       |                                       |
| --------------------------------------- | ------------------------------------- | ------------------------------------- | ------------------------------------- | ------------------------------------- | ------------------------------------- | ------------------------------------- | ------------------------------------- | ------------------------------------- | ------------------------------------- |
| Allemagne                               | 16                                    |                                       |                                       |                                       |                                       |                                       |                                       |                                       |                                       |
| Australie                               | 6                                     |                                       |                                       |                                       |                                       |                                       |                                       |                                       |                                       |
| Autriche                                | 9                                     |                                       |                                       |                                       |                                       |                                       |                                       |                                       |                                       |
| Belgique (Nl)                           | 23                                    |                                       |                                       |                                       |                                       |                                       |                                       |                                       |                                       |
| Belgique (Fr)                           | 6                                     |                                       |                                       |                                       |                                       |                                       |                                       |                                       |                                       |
| Canada                                  | 4                                     |                                       |                                       |                                       |                                       |                                       |                                       |                                       |                                       |
| États-Unis Billboard Hot 100            | 6                                     |                                       |                                       |                                       |                                       |                                       |                                       |                                       |                                       |
| États-Unis Billboard Pop Songs          | 2                                     |                                       |                                       |                                       |                                       |                                       |                                       |                                       |                                       |
| États-Unis Billboard Adult Pop Songs    | 1                                     |                                       |                                       |                                       |                                       |                                       |                                       |                                       |                                       |
| États-Unis Billboard Adult Contemporary | 13                                    |                                       |                                       |                                       |                                       |                                       |                                       |                                       |                                       |
| Irlande                                 | 4                                     |                                       |                                       |                                       |                                       |                                       |                                       |                                       |                                       |
| Nouvelle-Zélande                        | 7                                     |                                       |                                       |                                       |                                       |                                       |                                       |                                       |                                       |
| Pays-Bas                                | 7                                     |                                       |                                       |                                       |                                       |                                       |                                       |                                       |                                       |
| Royaume-Uni                             | 9                                     |                                       |                                       |                                       |                                       |                                       |                                       |                                       |                                       |
| Suède                                   | 21                                    |                                       |                                       |                                       |                                       |                                       |                                       |                                       |                                       |
| Suisse                                  | 20                                    |                                       |                                       |                                       |                                       |                                       |                                       |                                       |                                       |
| Autres classements (2005-2006)          |                                       |                                       |                                       |                                       |                                       |                                       |                                       |                                       |                                       |
| Région                                  | Position                              |                                       |                                       |                                       |                                       |                                       |                                       |                                       |                                       |
| Europe                                  | 24                                    |                                       |                                       |                                       |                                       |                                       |                                       |                                       |                                       |
| Monde                                   | 15                                    |                                       |                                       |                                       |                                       |                                       |                                       |                                       |                                       |

| Classements de fin d'année (2005) | Classements de fin d'année (2005) | Classements de fin d'année (2005) | Classements de fin d'année (2005) | Classements de fin d'année (2005) | Classements de fin d'année (2005) | Classements de fin d'année (2005) | Classements de fin d'année (2005) | Classements de fin d'année (2005) | Classements de fin d'année (2005) |
| Pays                              | Position                          |                                   |                                   |                                   |                                   |                                   |                                   |                                   |                                   |
| --------------------------------- | --------------------------------- | --------------------------------- | --------------------------------- | --------------------------------- | --------------------------------- | --------------------------------- | --------------------------------- | --------------------------------- | --------------------------------- |
| États-Unis                        | 10                                |                                   |                                   |                                   |                                   |                                   |                                   |                                   |                                   |
| Pays-Bas                          | 68                                |                                   |                                   |                                   |                                   |                                   |                                   |                                   |                                   |
| Royaume-Uni                       | 70                                |                                   |                                   |                                   |                                   |                                   |                                   |                                   |                                   |
| Classements de fin d'année (2006) |                                   |                                   |                                   |                                   |                                   |                                   |                                   |                                   |                                   |
| Autriche                          | 67                                |                                   |                                   |                                   |                                   |                                   |                                   |                                   |                                   |

| Certifications et ventes de "Mr. Know It All" | Certifications et ventes de "Mr. Know It All" | Certifications et ventes de "Mr. Know It All" | Certifications et ventes de "Mr. Know It All" | Certifications et ventes de "Mr. Know It All" | Certifications et ventes de "Mr. Know It All" | Certifications et ventes de "Mr. Know It All" | Certifications et ventes de "Mr. Know It All" | Certifications et ventes de "Mr. Know It All" | Certifications et ventes de "Mr. Know It All" | Certifications et ventes de "Mr. Know It All" | Certifications et ventes de "Mr. Know It All" | Certifications et ventes de "Mr. Know It All" | Certifications et ventes de "Mr. Know It All" | Certifications et ventes de "Mr. Know It All" |
| Pays                                          | Certification                                 | Ventes                                        |                                               |                                               |                                               |                                               |                                               |                                               |                                               |                                               |                                               |                                               |                                               |                                               |
| --------------------------------------------- | --------------------------------------------- | --------------------------------------------- | --------------------------------------------- | --------------------------------------------- | --------------------------------------------- | --------------------------------------------- | --------------------------------------------- | --------------------------------------------- | --------------------------------------------- | --------------------------------------------- | --------------------------------------------- | --------------------------------------------- | --------------------------------------------- | --------------------------------------------- |
| Canada                                        | Platine                                       | 80 000                                        |                                               |                                               |                                               |                                               |                                               |                                               |                                               |                                               |                                               |                                               |                                               |                                               |
| États-Unis                                    | Platine                                       | 1 310 000                                     |                                               |                                               |                                               |                                               |                                               |                                               |                                               |                                               |                                               |                                               |                                               |                                               |
| Résumé                                        |                                               |                                               |                                               |                                               |                                               |                                               |                                               |                                               |                                               |                                               |                                               |                                               |                                               |                                               |
| Région                                        | Certification                                 | Ventes                                        |                                               |                                               |                                               |                                               |                                               |                                               |                                               |                                               |                                               |                                               |                                               |                                               |
| Monde                                         |                                               | 3 553 000                                     |                                               |                                               |                                               |                                               |                                               |                                               |                                               |                                               |                                               |                                               |                                               |                                               |